# Trichostomum ovatum
Trichostomum ovatum là một loài Rêu trong họ Pottiaceae. Loài này được (Mitt.) Müll. Hal. miêu tả khoa học đầu tiên năm 1900.